# Johan Bojer
Johan Bojer (ur. 6 marca 1872 w Orkdal, zm. 3 lipca 1959 w Oslo) – norweski pisarz, epik, reprezentant realizmu w literaturze norweskiej. 

## Życiorys
Był nieślubnym synem służącej. Wychowała go biedna rodzina chałupników z Rissy koło Trondheim. Nie stać go było na wykształcenie, całe życie był samoukiem. Wyjątkiem była dwuletnia nauka w szkole podoficerskiej (1890-1892).
Należał do pierwszych norweskich neorealistów, którzy uzyskali międzynarodowe znaczenie. Buntował się przeciwko neoromantycznemu indywidualizmowi oraz irracjonalizmowi. Pochwalał ludzką solidarność i wierność. Uważał je za konieczne do życia w zbiorowościach. Jego bohaterm był często niezamożny, prosty rolnik lub rybak lofocki. Bohater ten żył w silnie powiązanej wewnętrznie społeczności. Samodzielne egzystowanie poza nią, bez wsparcia, było niezwykle trudne lub niemożliwe. Bojer pochylał się nad zagadnieniami roli człowieka w przyrodzie, co wynikało z jego pochodzenia - sam wyrósł w podobnym środowisku, pośród nie zawsze przychylnej natury.
Jego twórczość jest związana z rodzinną miejscowością Trøndelag, w której spędził swoje dzieciństwo i młodość. W latach 1895–1915 mieszkał w Paryżu. Zadebiutował literacko w roku 1893, jednakże sławę przyniosły mu dopiero powieści wydane w latach dwudziestych XX wieku. Największym uznaniem cieszyły się: Den siste viking (1921, Ostatni wiking) - wydanie polskie 1948 i 1949; Vor egen stamme (1924, Nasz ród) oraz Folk ved sjøen (1929, Lud nad morzem). Powieść "Ostatni wiking" przedstawia życie norweskich rybaków i chłopów, ciężki los rodzin chałupniczych. Jest to opowieść o ludziach silnej woli, uparcie dążących do swoich celów.
Od 1919 osiedlił się pod Oslo, gdzie zmarł 3 lipca 1959.